# Harry Cooper
Harry "Buck" Cooper fue un futbolista estadounidense que jugó como delantero.

## Selección nacional
Jugó dos partidos con la selección estadounidense, entre ellos, el primer encuentro oficial ante Suecia en 1916, y anotó un gol.

## Clubes
| Club                 | País           | Año         |
| -------------------- | -------------- | ----------- |
| Philadelphia Rangers | Estados Unidos | 1914        |
| Peabody F.C.         | Estados Unidos | 1915        |
| Continentals F.C.    | Estados Unidos | 1916        |
| New York Field Club  | Estados Unidos | 1916 - 1917 |
| Paterson F.C.        | Estados Unidos | 1919 - 1920 |
| Erie A.A.            | Estados Unidos | 1920 - 1921 |
| New York Field Club  | Estados Unidos | 1921 - 1923 |
| Newark Skeeters      | Estados Unidos | 1924 - 1925 |